# Киту
Киту (исп. Quitu) — индейское племя, проживавшее на территории провинции Пичинча страны Эквадор, давшее название столице Эквадора Кито.
Существование племени датируется периодом с V века до н. э. и до ассимиляции их племенем кечуа, которая началась незадолго до прибытия испанцев в 1524 г. и продолжалась во времена испанского владычества.
На данный момент считается, что в котловине Кито жили одиннадцать независимых племён, образовывавших кольцо вокруг центра торгового обмена. Предполагается, несмотря на отсутствие полных доказательств этого факта, что эти одиннадцать племён были объединены в четыре группы, самые большие и организованные из которых были расположены на юге. Они состояли из господствующих поселений, окружённых подчинёнными, занимавшими более низкую ступень в иерархии. В районе Тумбако располагались владения Эль Инга, Пуэмбо и Пингольки. В районе Чильос — Ананчильо (Амагуанья), Уринчильо (Сангольки) и Уюмбичо. На севере — Замбиза (возможно, там, где сейчас расположен город Замбиза), Котокольяо, Найон и Кольяуасо (поблизости от Гуальябамба). В Мачачи находилось племя Пансалео. Отношения между племенами не выстраивались в иерархию, а образовывали сеть альянсов, в которых решающую роль играл обмен товарами.
Между племенами существовали значительные различия культурного, демографического, политического и языкового характера. В районе Чильос благодаря большому количеству равнин и высокому уровню осадков находилась зона, пригодная для плодородного выращивания основного продукта земледелия киту — кукурузы. На севере же, в районе Тумбако, более сухой климат и более неравномерный рельеф не способствовали земледелию. Это различие приводило к более высокой плотности населения на юге котловины. В районе Чильос в одном поселении проживало от 500 до 1 200 человек, в то время как в районе Тумбако — около 350. Это приводило к более сложной политической и социальной структуре южных владений.
Существующие сведения позволяют предположить, что племена киту достигли относительно высокого уровня политического, экономического и социального развития. Найдены остатки значимых инженерных сооружений, таких, как сельскохозяйственные террасы на склонах вулкана Пичинча, а также системы стен на месте высохших озёр Турубамба и Иньякито. Их наличие демонстрирует интенсивность ведения сельского хозяйства, которая была призвана обеспечить возросшее население продуктами питания, а также существование иерархической политической системы.
На месте, где сейчас находится город Кито, функционировал центр торговли, куда ежедневно прибывали торговцы из земель племён юмбо с севера (Нанегаль) и юга (Альюрикин), панзалео (Тумбако), племён кихо и отавалос. Политический лидер, носивший титул Урин Чильо («Младший Чильо») являлся сеньором самой крупной группы торговцев. Важность этого района не приводила к образованию особого племени, города или политической единицы. Вместо этого в силу своего особого географического положения оно являлось местом пересечения дорог и в силу этого было центром торговых и других отношений между племенами.
Киту, возможно были этнически близки с культурой котокальяо, которая существовала приблизительно с 1500 до 300 гг. до н. э. Известно, что языком киту до вторжения инков был язык панзалео, узнаваемый в многочисленных топонимах.
Киту, так же, как и их соседи каньяри, безуспешно пытались противостоять вторжению инков с юга. К концу XV века они были полностью покорены и включены в состав империи инков. Правитель Империи Инков Тупак Инка Юпанки завершил процесс поглощения империей земель киту. Земли стали называться Киту или Кито и сохраняли это название на протяжении всего времени владения ими инков и испанцев.